# Trolle

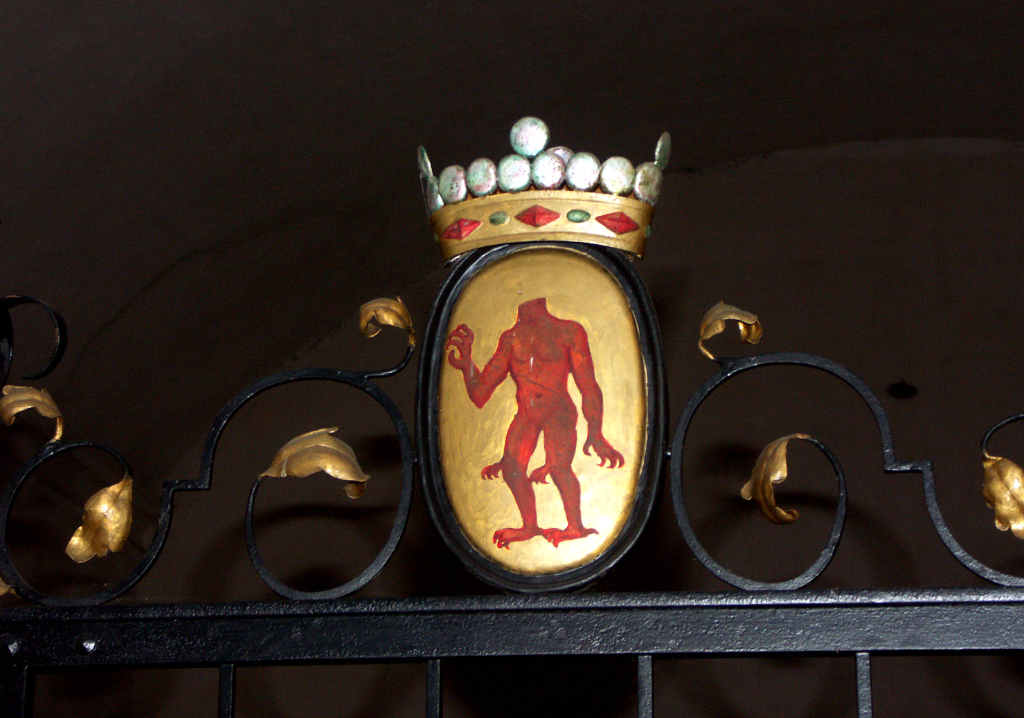
Escudo de la familia Trolle.

Trolle (en danés es a veces Trold) es el nombre de una familia noble original de Suecia. La familia ha tenido personajes prominentes en la historia de Dinamarca y en Suecia desde la Edad Media.
Su nombre proviene del escudo de armas que muestra un troll decapitado. Su historia está repleta de una línea masculina de ancestros que se remonta al siglo XIV. Su más antiguo ancestro fue Sir Birger Knutsson, también conocido como Birghe Trulle. Las generaciones más antiguas habitaron el estado de Bo en Smaland, Suecia. Birger Birgersson, Alto Canciller de Suecia (muerto en 1471), heredo el castillo de Bergkvara de su medio hermano.
Arvid Birgersson y Erik Trolle (también conocido como Erik Arvidsson) fueron poderosos en su país y ambos con el tiempo llegaron a ser Regentes de Suecia, en competencia con la Familia Sture. Gustav Trolle fue arzobispo de Upsala. La línea original sueca de la familia se extinguió a fines del siglo XVI.
El hermano menor de Eric Joachim (muerto en 1546) había heredado Lilloe en Skåne de su madre y se asentó en Dinamarca. La familia danesa continuo convirtiéndose en una importante casa de la alta nobleza. Uno de sus miembros fue el almirante danés Herluf Trolle y uno más fue Niels Trolle, Statholder de Noruega.
Suecia de nuevo tuvo una rama de la familia Trolle cuando Arvid Nielsen Trold, el hijo de Niels Trolle y Lord de Trollenäs, juro lealtad a Suecia (y en 1689 tuvo un lugar entre la nobleza sueca) posteriormente Skåne, su tierra natal, se convirtió en parte permanente de Suecia.
Todos las actuales ramas existentes de la casa Trolle descienden de Arvid Nielsen Trold, las restantes ramas danesas existen aun y pueden ser encontradas en Dinamarca.
El jerarca de la casa recibió en 1816 el derecho primogénito hereditario a ostentar el título de Barón en Suecia.
Miembros prominentes de la familia:
- Gustav Eriksson Trolle (1488-1535), Arzobispo de Upsala
- Lord Erik Trolle (1460-1530), Alto Canciller
- Barón Nils Trolle (1984- ) del Castillo Trolle
- Barón Ulf Trolle (1973- ), actual Barón de Trollenäs
- Snorri A Trolle (1988- ), maestro del caballo en Løgumkloster

- Datos: Q4992340
- Multimedia: House of af Trolle / Q4992340